# Środy Literackie
„Środy Literackie“ («Литературные среды») — ежеквартальный литературный журнал Профессионального союза польских литераторов, выходивший в Вильне на польском языке в 1935—1937 годах. Название связано с польскими литературными вечерами, устраивавшимися в период между двумя мировыми войнами по средам.
Журнал начал выходить в мае 1935 года. Редактором был Тадеуш Лопалевский (1935—1936), затем с номера 5 Теодор Буйницкий. Сотрудниками журнала были Владислав Арцимович, Станислав Цывинский, Ванда Добачевская, Эугения Кобылинская-Масеевская. В журнале печатались статьи, стихи, фрагменты поэм, переводы жагаристов Чеслава Милоша, Александра Рымкевича, Ежи Путрамента, Ежи Загурского, Юзефа Маслинского, Яна Гущи.